# Чипке (ТВ серија)
Чипке (енгл. Lace) је америчка телевизијска мини-серија урађена према истоименом роману британске списатељице Ширли Конран. 
Серија је у форми телевизијског филма снимана 1984. и 1985. године у Андалузији, Горњој Савоји, Паризу, Лондону, Тајланду и Њујорку.
Први део серије састоји се из две епизоде и прати живот младе глумице Лили и њену потрагу за мајком која ју је дала на усвајање одмах по њеном рођењу. Други део серије назван Чипке 2 прати Лилину потрагу за оцем да би спасила мајку коју су отели револуционари. Серију је на подручју бивше Југославије емитовала Телевизија Загреб средином 1980-их, а у Србији серију је 1994. и 1996. године емитовла Телевизија Палма.